# Sinaibjerget
|  | For det Bibelske Sinaibjerg, se Sinaibjerget (biblen) |
Sinaibjerget (arabisk: طور سيناء, جبل موسى eller hebraisk: הר סיני) også kaldet Horeb, er et bjerg på Sinaihalvøen i Ægypten, der traditionelt anses for at være identisk med det bibelske Sinaibjerg.

## Geografi
Sinaibjerget er et 2.285 meter højt bjerg tæt på Sankt Katharina by på Sinaihalvøen. Bjerget ligger tæt ved Sankt Katharina-bjerget, der med sine 2.629 meter er det højeste punkt i Ægypten.

## Billedgalleri
| - הַר סִינַי - Sinaibjerget - جبل موسَى - Sinaibjerget - Katharinenbjerget |